# Liste der Monuments historiques in Bartherans
Die Liste der Monuments historiques in Bartherans führt die Monuments historiques in der französischen Gemeinde Bartherans auf.

## Liste der Immobilien
| Bezeichnung           | Beschreibung | Standort                    | Kennzeichnung | Schutzstatus   | Datum     | Bild           |
| --------------------- | --- | --------------------------- | ------------- | -------------- | --------- | -------------- |
| Château de Bartherans | 1660 erbaut, 1750 verändert; mit Wirtschaftsgebäuden, Umfassungsmauern, Hofpflaster, Brunnen und Teilen der Innenausstattung | 1 Rue de la Fontaine (Lage) | PA00101791    | Inscrit Classé | 1992 1993 | weitere Bilder |

## Liste der Objekte
| Bezeichnung | Beschreibung          | Standort                       | Kennzeichnung | Schutzstatus | Datum | Bild |
| ----------- | --------------------- | ------------------------------ | ------------- | ------------ | ----- | ---- |
| Glocke      | Bronze, 1782 gegossen | in der Kirche St-Hubert (Lage) | PM25000094    | Classé       | 1943  |      |